# جسر كوينزبورو
جسر كوينزبورو، المعروف أيضا باسم جسر شارع 59، هو جسر ناتئ فوق نهر الشرق في مدينة نيويورك الذي اكتمل في عام 1909. وهو يربط حي مدينة لونغ آيلاند في حي كوينز مع مانهاتن، ويمر عبر جزيرة روزفلت . وهو يحمل في ولاية نيويورك الطريق 25، ومرة تقوم نيويورك 24 و نيويورك 25A كذلك.
على جسر كوينزبورو هي غربية، من أربعة يمتد نهر الشرق التي تحمل رقم المسار: نيويورك 25 ينهي في الجانب الغربي (مانهاتن) من الجسر. يطلق عليه عادة «جسر شارع 59» من سكان مدينة نيويورك لأنه يقع نهاية مانهاتن في الفترة ما بين 59 و 60 الشوارع.